# Dodge Super Bee

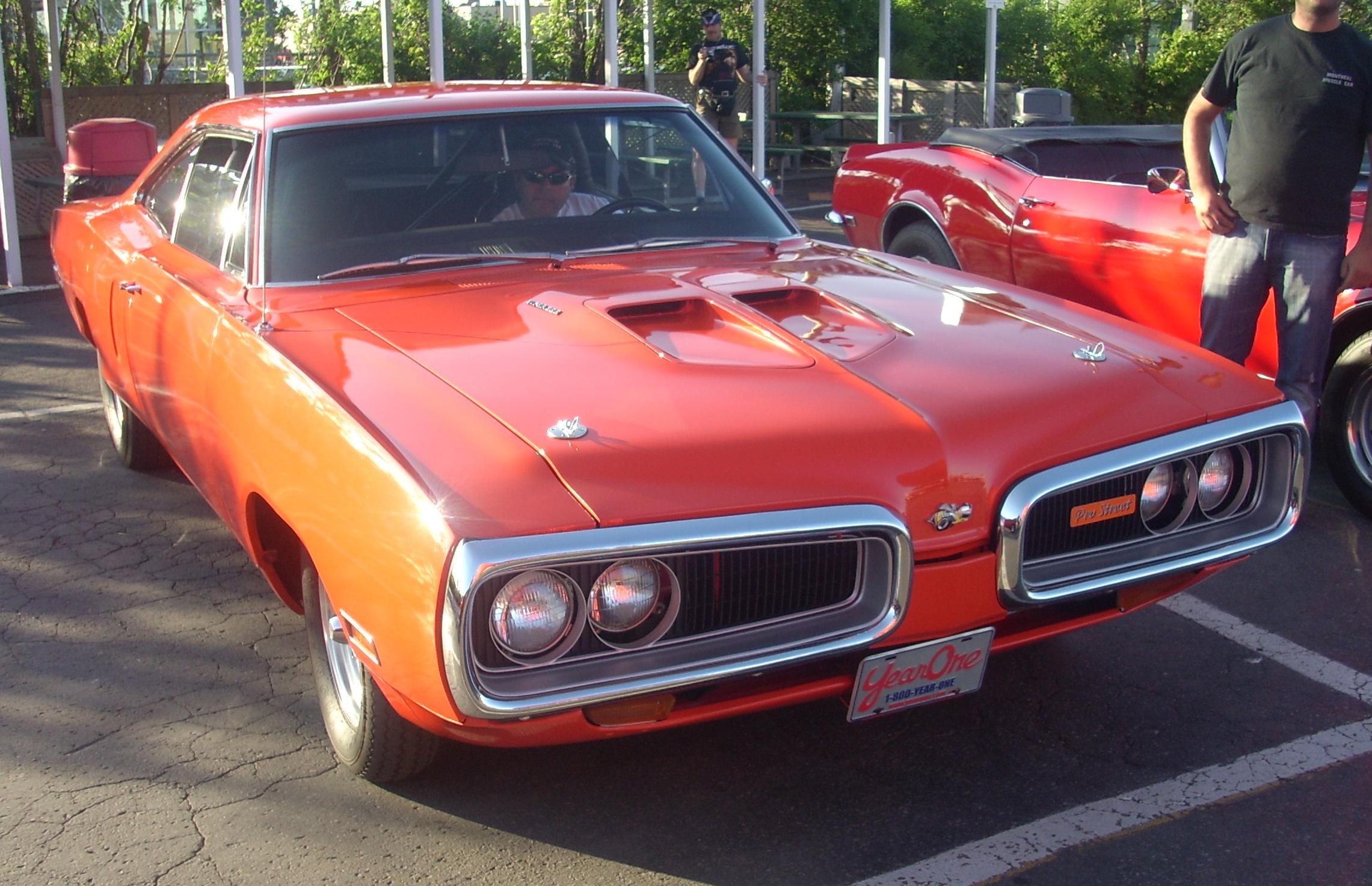
Dodge Super Bee av 1970 års modell

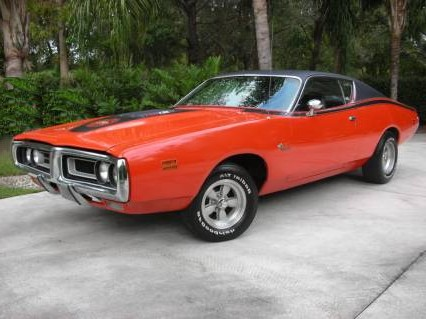
Dodge Charger Super Bee av 1971 års modell

Dodge Super Bee, som är en av de klassiska muskelbilarna, tillverkades åren 1968-1971. 1968-70 baserades den på tvådörrarsvarianten av Dodge Coronet. 1971 fanns Coronet endast som fyradörrars sedan och stationsvagn, varför Dodge Super Bee under detta år såldes som en billig högprestandavariant av Dodge Charger.

## Motorer
Dodge Super Bee levererades med följande motoralternativ:
- 340
- 383
- 440
- 426 Hemi

## Nytillverkning
2007 återkom namnet Super Bee, då som en variant av den nya Dodge Charger.
- Wikimedia Commons har media som rör Dodge Super Bee.